# Gallmersgarten

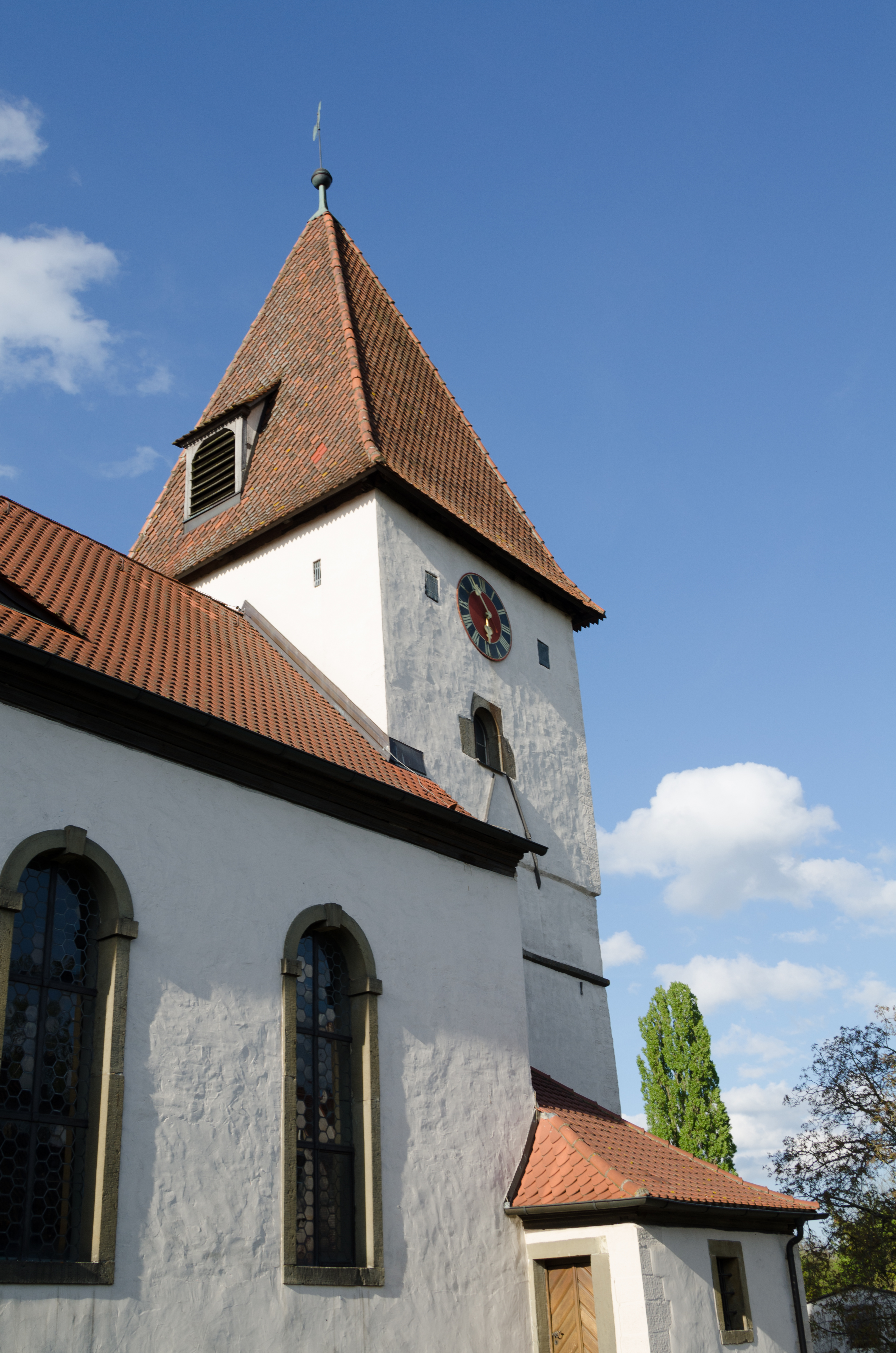
Mörlbach, evangelisch-lutherische Pfarrkirche St. Laurentius

Gallmersgarten (fränkisch: Gallmeaschgardn) ist eine Gemeinde im Landkreis Neustadt an der Aisch-Bad Windsheim (Mittelfranken, Bayern). Der Sitz der Gemeindeverwaltung befindet sich in Steinach bei Rothenburg ob der Tauber.

## Geografie

### Nachbargemeinden
Nachbargemeinden sind (von Norden beginnend im Uhrzeigersinn): Uffenheim, Ergersheim, Burgbernheim, Windelsbach, Steinsfeld, Ohrenbach.

### Geografische Lage
Das Dorf liegt an der Ens.

### Gemeindegliederung
Die Gemeinde hat sieben Gemeindeteile (in Klammern ist der Siedlungstyp angegeben):
- Bergtshofen (Dorf)
- Gallmersgarten (Dorf)
- Habermühle (Einöde)
- Landthurm (Dorf)
- Mörlbach (Pfarrdorf)
- Steinach an der Ens (Pfarrdorf)
- Steinach bei Rothenburg ob der Tauber (Dorf)

Es gibt auf dem Gemeindegebiet die Gemarkungen Gallmersgarten, Mörlbach und Steinach an der Ens. Die Gemarkung Gallmersgarten hat eine Fläche von 4,756 km². Sie ist in 750 Flurstücke aufgeteilt, die eine durchschnittliche Fläche von 6340,80 m² haben. In ihr liegen neben dem namensgebenden Ort die Gemeindeteile Bergtshofen, Landthurm und Steinach bei Rothenburg ob der Tauber.

## Geschichte
Die erste schriftliche Erwähnung in einer Urkunde zur Festlegung der Grenzen des Wildbannes durch Kaiser Otto III. datiert vom 1. Mai 1000. Der Kaiser verlieh Bischof Heinrich von Würzburg den Wildbann über den zum castellum Bernheim und Villa Liuthereshusun gehörenden Forst. „Galemaresgarden“ wird in dieser Urkunde als erster Grenzpunkt genannt. Der Ortsname besteht aus dem Grundwort garto, gardo (ahd. eingehegtes Grundstück, umfriedeter Platz) und dem Bestimmungswort Galamār, einem männlichen, germanischen Personennamen.
In den Jahren 1261 und 1262 vermachte Albert von Hohenlohe dem Kloster Heilsbronn seinen Hof in Gallmersgarten. In der Folgezeit erhielt das Kloster ein Gefälle, das einem Rothenburger Priester gehörte.
Gegen Ende des 18. Jahrhunderts gab es in Gallmersgarten 14 Anwesen. Das Hochgericht übte das brandenburg-bayreuthische Schultheißenamt Burgbernheim aus. Die Dorf- und Gemeindeherrschaft hatte das Schultheißenamt Burgbernheim und die Reichsstadt Windsheim gemeinsam inne. Grundherren waren das Schultheißenamt Burgbernheim (3 Höfe, 2 Halbhöfe, 2 Güter, 1 Haus, 1 Zapfwirtschaft), die Reichsstadt Windsheim (1 Häckersgut), die Johanniterkommende Rothenburg (1 Haus), die Pfarrei Steinach (1 Hof, 1 Gütlein) und die Würzburgische Juliusspital-Verwalteramt Burgbernheim (1 Gut).
Im Geographischen statistisch-topographischen Lexikon von Franken (1800) wird der Ort folgendermaßen beschrieben:

„Galmersgarten, Brandenburgischer Weiler von zwölf Gemeindrechten, davon sind 8 Brandenburgisch, 2 Rothenburgisch, 1 Johanniterisches und 1 Windsheimisches. Der Ort ist nach Steinach unter Endsee eingepfarrt. Brandenburg hat die Fraisch, den Hirtenstaab und am Zehnt 2⁄3. Ein Dritttheil gehört dem Rothenburgischen Steueramte seit 1698. Die Rothenburgischen Unterthanen bezahlen 4 Dienste für ihre Herrschaft. Vor ein paar Jahren brannten im Orte ein Haus nebst 2 Scheunen ab.“

Von 1797 bis 1810 unterstand der Ort dem Justizamt Külsheim und Kammeramt Ipsheim. Im Jahre 1810 kam Gallmersgarten an das Königreich Bayern. Im Rahmen des Gemeindeediktes wurde es dem 1811 gebildeten Steuerdistrikt Burgbernheim und der 1817 gebildeten Ruralgemeinde Burgbernheim zugewiesen. Mit dem Zweiten Gemeindeedikt (1818) entstand die Ruralgemeinde Gallmersgarten, zu der Bergtshofen gehörte. Sie war in Verwaltung und Gerichtsbarkeit dem Landgericht Windsheim zugeordnet und in der Finanzverwaltung dem Rentamt Ipsheim. Ab 1862 gehörte Gallmersgarten zum Bezirksamt Uffenheim (1939 in Landkreis Uffenheim umbenannt) und ab 1856 zum Rentamt Windsheim (1919 in Finanzamt Windsheim umbenannt, seit 1972 Finanzamt Uffenheim). Die Gerichtsbarkeit blieb beim Landgericht Windsheim (1879 in Amtsgericht Windsheim umbenannt), seit 1973 ist das Amtsgericht Neustadt an der Aisch zuständig. Die Gemeinde hatte 1964 eine Gebietsfläche von 4,822 km².

### Eingemeindungen
Im Zuge der Gebietsreform in Bayern wurde am 1. Januar 1974 die Gemeinde Steinach an der Ens und am 1. Januar 1978 die Gemeinde Mörlbach eingegliedert.

### Einwohnerentwicklung
Im Zeitraum 1988 bis 2018 stagnierte die Einwohnerzahl bzw. sie sank minimal von 772 auf 771 um einen Einwohner bzw. um 0,1 %.
Gemeinde Gallmersgarten
| Jahr      | 1818   | 1840   | 1852   | 1861   | 1867   | 1871   | 1875   | 1880   | 1885   | 1890   | 1895   | 1900   | 1905   | 1910   | 1919   | 1925   | 1933   | 1939   | 1946   | 1950   | 1961   | 1970   | 1987   | 2005   | 2011   | 2016   |
| Einwohner | 164    | 179    | 199    | 198    | 277    | 266    | 294    | 319    | 340    | 364    | 367    | 419    | 430    | 417    | 354    | 369    | 401    | 380    | 494    | 505    | 421    | 386    | 782    | 811    | 788    | 739    |
| Häuser    | 26     | 30     |        |        |        | 48     |        |        | 52     | 57     |        | 67     |        |        |        | 76     |        |        |        | 75     | 79     |        | 218    |        | 243    | 248    |
| Quelle    | [ 22 ] | [ 23 ] | [ 24 ] | [ 25 ] | [ 26 ] | [ 27 ] | [ 28 ] | [ 29 ] | [ 30 ] | [ 31 ] | [ 24 ] | [ 32 ] | [ 24 ] | [ 33 ] | [ 24 ] | [ 34 ] | [ 24 ] | [ 24 ] | [ 24 ] | [ 35 ] | [ 19 ] | [ 36 ] | [ 37 ] | [ 38 ] | [ 38 ] | [ 38 ] |

Ort Gallmersgarten
| Jahr      | 001818 | 001840 | 001861 | 001871 | 001885 | 001900 | 001925 | 001950 | 001961 | 001970 | 001987 |
| Einwohner | 99     | 109    | 122    | 122    | 213    | 182    | 116    | 143    | 118    | 116    | 123    |
| Häuser    | 14     | 17     |        |        | 32     | 30     | 23     | 28     | 31     |        | 36     |
| Quelle    | [ 22 ] | [ 23 ] | [ 25 ] | [ 27 ] | [ 30 ] | [ 32 ] | [ 34 ] | [ 35 ] | [ 19 ] | [ 36 ] | [ 37 ] |

## Politik
Die Gemeinde ist Mitglied der Verwaltungsgemeinschaft Burgbernheim.

### Bürgermeister
Erster Bürgermeister ist seit Mai 2020 Michael Schlehlein (Freie Bürger). Vorgänger war seit Mai 1996 Emil Kötzel (Freie Bürger).

### Gemeinderat
Die Kommunalwahlen 2008, 2014 und 2020 führten zu folgenden Sitzverteilungen im Gemeinderat:
- Freie Bürger acht Sitze.

### Wappen
| Wappen von Gallmersgarten | Blasonierung: „Gespalten durch eine gestürzte eingeschweifte rote Spitze, darin zwei voneinander abgekehrte silberne Streitäxte; vorne in Silber ein golden bewehrter roter Adlerkopf, hinten in Gold ein linksgewendeter rot bewehrter schwarzer Adlerkopf.“ |
| Wappen von Gallmersgarten | Wappenbegründung: Die beiden silbernen Streitbeile sind dem Wappen der Herren von Morelbach entnommen und stehen für den Ort Mörlbach. Der rote Adlerkopf ist das brandenburgische Wappenbild in geminderter Form und erinnert an die einstige Landesherrschaft der Markgrafen von Bayreuth. Der schwarze Adler in Gold ist der Reichsadler in geminderter Form. Er weist auf die Reichsstadt Rothenburg, die grundherrliche Ansprüche im Gemeindegebiet hatte. Dieses Wappen wird seit 1981 geführt. |

## Kultur und Sehenswürdigkeiten

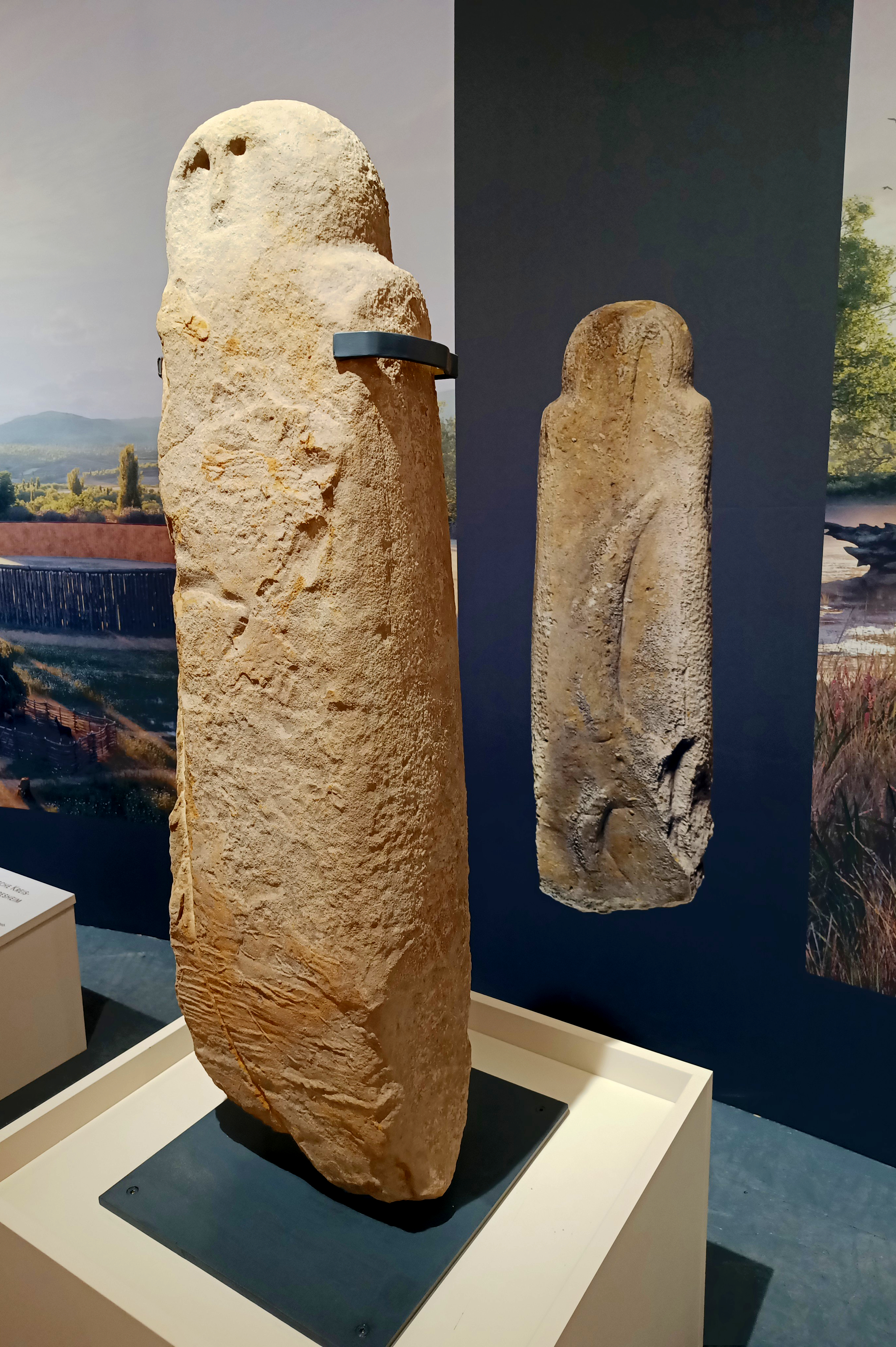
Der Statuenmenhir von Gallmersgarten im Gollachgaumuseum Uffenheim

### Musik
- Blaskapelle Steinach/Ens

### Statuenmenhir
Der Statuenmenhir von Gallmersgarten im Gewerbegebiet „An der Wolben“ steht nahe der B 470. Dabei handelt es sich um die Nachbildung einer jungsteinzeitlichen Figur, die an dieser Stelle gefunden wurde. Es ist die älteste vollplastisch bearbeitete Steinskulptur auf bayerischem Boden. Sie hat einen walzenförmigen Körper von ca. 1,10 m Höhe, deutlich abgesetzte Schultern und einen halbrunden Kopf in den ein „eulenförmiges“ Gesicht eingepickt ist. Vergleichbare Statuen aus den ausgehenden 4. Jahrtausend v. Chr. sind aus verschiedenen Gebieten Europas zwischen der Iberischen Halbinsel und dem eurasischen Steppengebiet bekannt.

## Verkehr
Eine Gemeindeverbindungsstraße führt zur Bundesstraße 470 bei Steinach b.Rothenburg o.d.Tauber (0,6 km südöstlich) bzw. nach Mörlbach zur Kreisstraße NEA 31 (2,6 km nordwestlich).
Der Bahnhof Steinach (bei Rothenburg ob der Tauber) im Gemeindeteil Steinach bei Rothenburg ob der Tauber stellt die Anbindung an die Bahn her. Hier fahren Züge auf der Bahnstrecke Treuchtlingen–Würzburg, der Bahnstrecke Neustadt (Aisch)–Steinach bei Rothenburg sowie der Bahnstrecke Steinach bei Rothenburg–Rothenburg ob der Tauber und halten Intercity-Züge der Relation Hamburg-Altona–Berchtesgaden/Oberstdorf.

## Söhne und Töchter
- Martin Göß (1936–2018), Posaunist und Hochschullehrer